# Maść rtęciowa żółta
Maść rtęciowa żółta (farm. Unguentum Hydrargyri flavum, syn. Unguentum Hydrargyri oxydati flavi, maść z żółtym tlenkiem rtęciowym) – preparat galenowy do użytku zewnętrznego, sporządzany według przepisu farmakopealnego. W Polsce na stan obecny (2024) skład określa Farmakopea Polska IV t. 2 (1970). Jest to maść precypitacyjna (strąceniowa), sporządzana ze świeżo strąconego, mokrego tlenku rtęci(II) (odmiany żółtej). 

## Skład i przygotowanie
Skład:
Hydrargyrum bichloratum 6,3 cz. (chlorek rtęci(II) (sublimat))
Natrium hydricum solutum 15% 19 cz. (ług sodowy 15%)
Lanolinum anhydricum 20 cz. (lanolina bezwodna)
Vaselinum album q.s. (wazelina biała) (w ilości potrzebnej)
Aqua q.s. (woda) (w ilości potrzebnej)
Przygotowanie: Osad żółtego tlenku rtęciowego wytrąca się z roztworu sublimatu po zmieszaniu z ługiem sodowym. Po odsączeniu wilgotny osad miesza się z bezwodną lanoliną, a następnie z wazeliną białą.
Stężenie żółtego tlenku rtęciowego w przyrządzonej maści wynosi 5%. 
W celu uzyskania mniejszych stężeń należy do rozcieńczenia farmakopealnej żółtej maści rtęciowej używać wazeliny białej. Jeśli na recepcie nie zapisano stężenia maści, należy pacjentowi wydawać maść 1%. Ponadto maść do użytku okulistycznego musi być sporządzana w warunkach jałowych.

## Działanie i zastosowanie
Maść wywiera działanie przeciwbakteryjne oraz przeciwpasożytnicze. Dawniej szeroko stosowana w dermatologii w wielu jednostkach chorobowych, w zakresie stężeń 0,5–5%. Jednak najczęściej była stosowana w okulistyce, w stężeniach 0,5–1% – głównie w ropnych zakażeniach powiek, spojówek i rogówek. 
Podkreślane są jej szczególne właściwości w zakresie leczenia nużenicy (demodekozy) oczu (demodex folliculorum). Według niektórych autorów jest skuteczniejsza od metronidazolu, jednakże współcześnie jej zastosowanie zostało bardzo ograniczone głównie do klinicznych, lekoopornych stanów chorobowych.
Obecnie może być sporządzana w zakresie receptury aptecznej. Dawniej produkowana była przemysłowo w Laboratoriach Galenowych (jako maść do oczu), pod nazwą handlową Ophtalmol 1%.